# Ungersk tandrot
Ungersk tandrot (Cardamine glanduligera) är en art i familjen korsblommiga växter och förekommer naturligt från östcentrala till sydöstra Europa. Den odlas som trädgårdsväxt i Sverige. 

## Vetenskapliga synonymer
Cardamine glandulosa (Waldst. & Kit.) Schmalh. (1895) nom. illeg.
Dentaria glandulosa Waldst. & Kit.
Ej att förväxla med Cardamine glandulosa Blanco (1837) som är en synonym till kinakrasse (Rorippa indica).